# ميرزاآباد (مقاطعة دلفان)
ميرزاآباد (بالفارسية: میرزاآباد) هي قرية تقع في قسم ميربغ الجنوبي الريفي (مقاطعة دلفان) في إيران. يقدر عدد سكانها بـ 851 نسمة بحسب إحصاء 2016.